# McKenzie Coan
McKenzie Coan es una nadadora estadounidense. En los Juegos Paralímpicos de Verano de 2012 en Londres, participó en los 400 m estilo libre en la categoría S8. Fue una de las cuatro nadadoras de la categoría S8 elegidas para competir por el equipo de EE. UU. en los juegos. Posteriormente destacó en los Juegos Paralímpicos de Verano de 2016, donde ganó 3 medallas de oro en los eventos de 50, 100 y 400 m estilo libre, con una medalla de plata adicional en el relevo femenino de 34 puntos 4 x 100 m estilo libre. En el proceso de conseguir su medalla de oro en los 50M estilo libre, también estableció un nuevo récord paralímpico.

## Biografía
Coan nació el 14 de junio de 1996 en Toccoa, Georgia. Tiene el trastorno del tejido conectivo llamado "Osteogénesis imperfecta", asociado con huesos frágiles. Se ha roto más de 50 huesos en su vida. Además de nadar, participó en Girl Scouts, atletismo y pruebas simuladas en su juventud. En sus años de escuela secundaria, fue miembro de la junta del Georgia Swimming LSC, secretaria de la Asociación de atletas olímpicos de Georgia y también tuvo su propia fundación donde ofreció su tiempo como voluntaria en los hospitales infantiles locales. 
Asistió a un programa especializado para la escuela secundaria que le permitió estar en un aula normal durante parte de la semana y en casa los otros días, dándole mucho más tiempo y flexibilidad a su horario de entrenamiento. Se graduó de la escuela secundaria en 2014 y académicamente fue clasificada como la mejor de su clase. 
Ganó tres medallas de oro individuales en los Juegos Paralímpicos de Verano de 2016. También estableció un récord paralímpico en la final de 50 metros estilo libre. Compitió en seis eventos en los Juegos de 2016: 50, 100 y 400 m estilo libre, 100 m espalda, 100 m mariposa y el relevo 4 x 100 m estilo libre. Ganó medallas de oro en los eventos de estilo libre de 50, 100 y 400 metros, también ganó una medalla de plata como parte del relevo estilo libre 4x100m.